# 太田翔平
太田 翔平（おおた しょうへい、1986年12月29日 - ）は、神奈川県出身の元子役。セントラル子供タレントに所属していた。趣味はNゲージの収集。
2016年から映像コンテンツ権利処理機構に連絡のとれない権利者として掲載されている。

## 出演

### 映画
- 学校の怪談2（1996年） - 三好憲 役

### テレビ
- 火曜サスペンス劇場
  - 救急指定病院（1992年）
  - 当番弁護士4（1997年）
- 月曜・女のサスペンス 潰された顔! 残酷な写真・渡良瀬川甦る殺人残像（1992年）
- 今、ときめいて白きランナー（1992年）
- 土曜ワイド劇場 鳥羽・賢島同期会ツアー殺人事件（1992年）
- 炎立つ（1993年） - 澪丸 役
- 離婚パーティー（1993年）
- 新空港物語 第5話（1994年） - 山下徹 役
- 好きやねん父ちゃん!2（1995年）
- ママに宿題（1995年）
- 好きやねん父ちゃん!3（1995年）
- ひとりっ子同志（1996年）
- マスク・ド・ママ（1997年）
- 先生知らないの?（1998年） - 澤登一茂 役
- ウルトラマンガイア（1999年） - 弘希 役

### CM
- サンヨー食品
- 日本マクドナルド
- バンダイ